# Adriana Sklenaříková

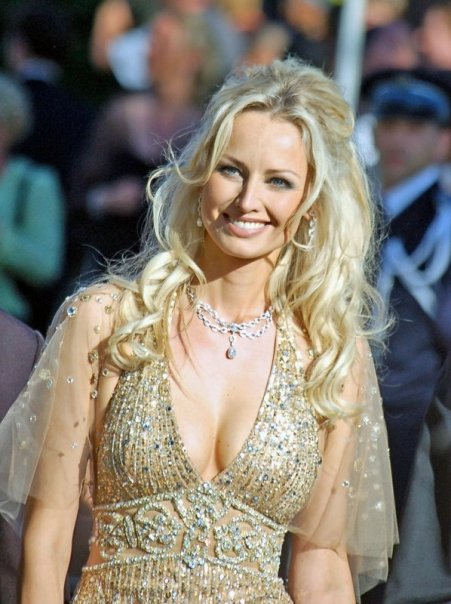
Adriana Sklenarikova Karembeu (2006)

Adriana Sklenaříková (* 17. September 1971 in Brezno, Tschechoslowakei) ist ein in Frankreich lebendes slowakisches Model und Schauspielerin.

## Leben
Adriana Sklenaříková wurde am 17. September 1971 in Brezno, in der heutigen Slowakei geboren, als älteste Tochter der Ärztin Zlatica und des tschechischen Ingenieurs Miroslav Sklenařík. Ihre sechs Jahre jüngere Schwester heißt Natalia (* 1977) und ist Juristin.
Nach dem Absolvieren der Grundschule wechselte Adriana zum Jozef Gregor Tajovský Gymnasium in Banská Bystrica. Nach ihrem erfolgreichen Abschluss begann sie zuerst wie ihre Mutter Medizin zu studieren. Im dritten Jahr ihres Studiums an der Medizinischen Fakultät der Karls-Universität in Prag nahm sie an einem Schönheitswettbewerb teil und gewann. Danach gab Adriana ihr Studium auf, um Model zu werden. Nachdem die Next modeling agency in New York und das Elite Model Management in Mailand auf sie aufmerksam wurde, nahm man sie unter Vertrag.
Von 1994 bis 1997 war Sklenarikova mit dem britischen Sänger Mick Hucknall in einer Beziehung. 1998 lernte sie den damaligen französischen Fußballspieler Christian Karembeu kennen, mit dem sie in Madrid lebte. Ihre Hochzeit im Dezember desselben Jahres fand in den spanischen Medien starke Beachtung. Im März 2011 wurde ihre Trennung bekannt gegeben, 2012 folgte die Scheidung.
Im Juni 2014 heiratete Adriana Sklenarikova den armenischen Unternehmer Aram Ohanian, mit dem sie seit drei Jahren privat verbunden war. Am 17. August 2018 wurde das Model Mutter eines Mädchens namens Nina. Im Dezember 2022 gab sie die Scheidung von ihrem zweiten Ehemann bekannt.
2010 wurde sie vom französischen Fußballverband zur „Botschafterin des Frauenfußballs“ ernannt. Aufgrund dieser Funktion wurde sie von der FIFA für die Gruppenauslosung zur Frauenfußball-Weltmeisterschaft 2011 berufen.

## Filmografie (Auswahl)

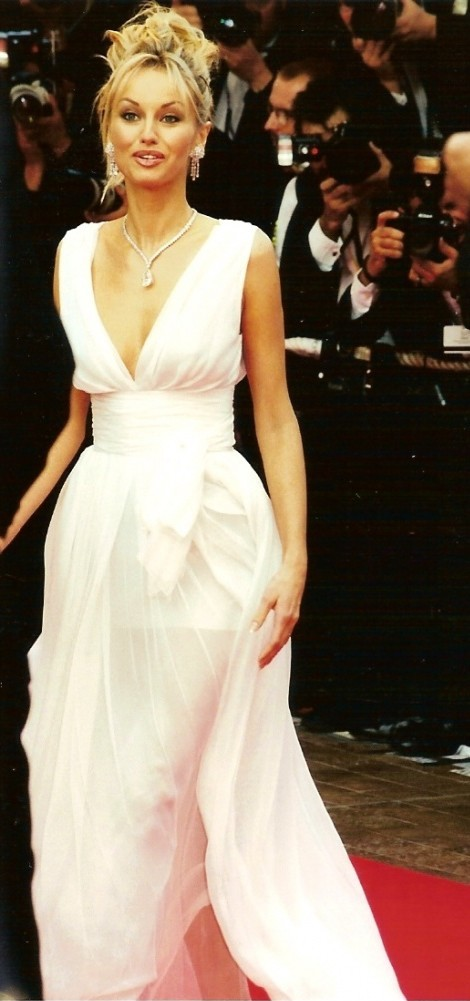
Adriana Sklenarikova, 1999

- 3 petites filles (3 kleine Mädchen) (Komödie 2004) von Jean-Loup Hubert in der Rolle der Laetitia[9]
- Jak básníci neztrácejí naději (Wie Dichter die Hoffnung nicht verlieren) (Komödie 2004) von Dušan Klein in der Rolle der Madame Krásná[10]
- Adriana et moi (Adriana und ich) Fernsehfilm 2007 (Ausschnitt 4:19 min youtube.com)
- 2008 spielte sie Madame Methusalix in Asterix bei den Olympischen Spielen.[11]

## Besonderheiten
- Ihre Modelmaße: 87,5 – 59,5 – 89 cm; Größe 185 cm[12]
- Ihren ersten Karriereschub erhielt sie durch einen Vertrag mit dem italienischen Bierhersteller Peroni, bevor sie als Wonderbra-Model noch weitere Bekanntheit erlangte. Als Modell arbeitete sie für diverse Agenturen und Modedesigner, dabei u. a. für Laura Biagiotti.
- Mit einer Beinlänge von 1,25 Meter erhielt sie 1998 einen mittlerweile überbotenen Eintrag im Guinness-Buch der Rekorde als das Model mit den weltweit längsten Beinen.[13]
- Seit dem Jahr 2000 ist sie Botschafterin des französischen Roten Kreuzes[1]
- 2011 nahm sie an der ersten Staffel der französischen Tanzshow „Danse avec les stars“ teil.[14]
- Im September 2021 bekam Adriana eine Besetzung in der Serie Plus belle la vie auf France 3.[1]

## Anmerkung
Die öffentlich Diskussion um den Namen Adriana Karembeu beantwortet das Model selbst in einem Interview am 28. Dezember 2022 mit Mélanie Faure für das französische Onlinejournal Le Journal des Femmes.
- Adriana Sklenaříková
- Adriana Karembeu
- Adriana Sklenarikòva-Karembeu
- Adriana Sklenaříková-Karembeu (als Autorin)
- adrianakarembeusklenarikova (Istergram)
- Adriana Ohanian Sklenarikova

Originaltext: Adriana Karembeu : son nom, une marque... son ex Christian agacé - „Adriana Karembeu, elle assure n'y avoir"pas vraiment réfléchi"."Chez moi, en Slovaquie, une femme divorcée garde son nom d'épouse à vie, sauf si elle se remarie. J'avoue que je ne sais pas vraiment quoi faire. Tout le monde me connaît sous ce nom, mais je n'ai plus le même lien avec mon ex-mari."Finalement, la quinquagénaire changera son nom sur Instagram, inscrivant dans sa bio : Adriana Ohanian Sklenarikova. Mais pour le public et au grand dam de l'ancien footballeur, elle restera éternellement Adriana Karembeu.“

“Adriana Karembeu: ihr Name, eine Marke … ihr genervter Ex Christian - „Adriana Karembeu versichert sie, dass sie "nicht wirklich darüber nachgedacht" habe. "Zu Hause in der Slowakei behält eine geschiedene Frau ihren Ehenamen auf Lebenszeit, es sei denn, sie heiratet erneut. Ich gestehe, dass ich nicht wirklich weiß, was ich tun soll. Jeder kennt mich unter diesem Namen, aber ich habe nicht mehr die gleiche Verbindung zu meinem Ex-Mann."Schließlich wird die Fünfzigjährige ihren Namen auf Instagram ändern, auch in ihrer Biografie: Adriana Ohanian Sklenarikova. Aber für die Öffentlichkeit und zum Leidwesen der ehemaligen Fußballerin wird sie für immer Adriana Karembeu bleiben.“”

## Auszeichnung

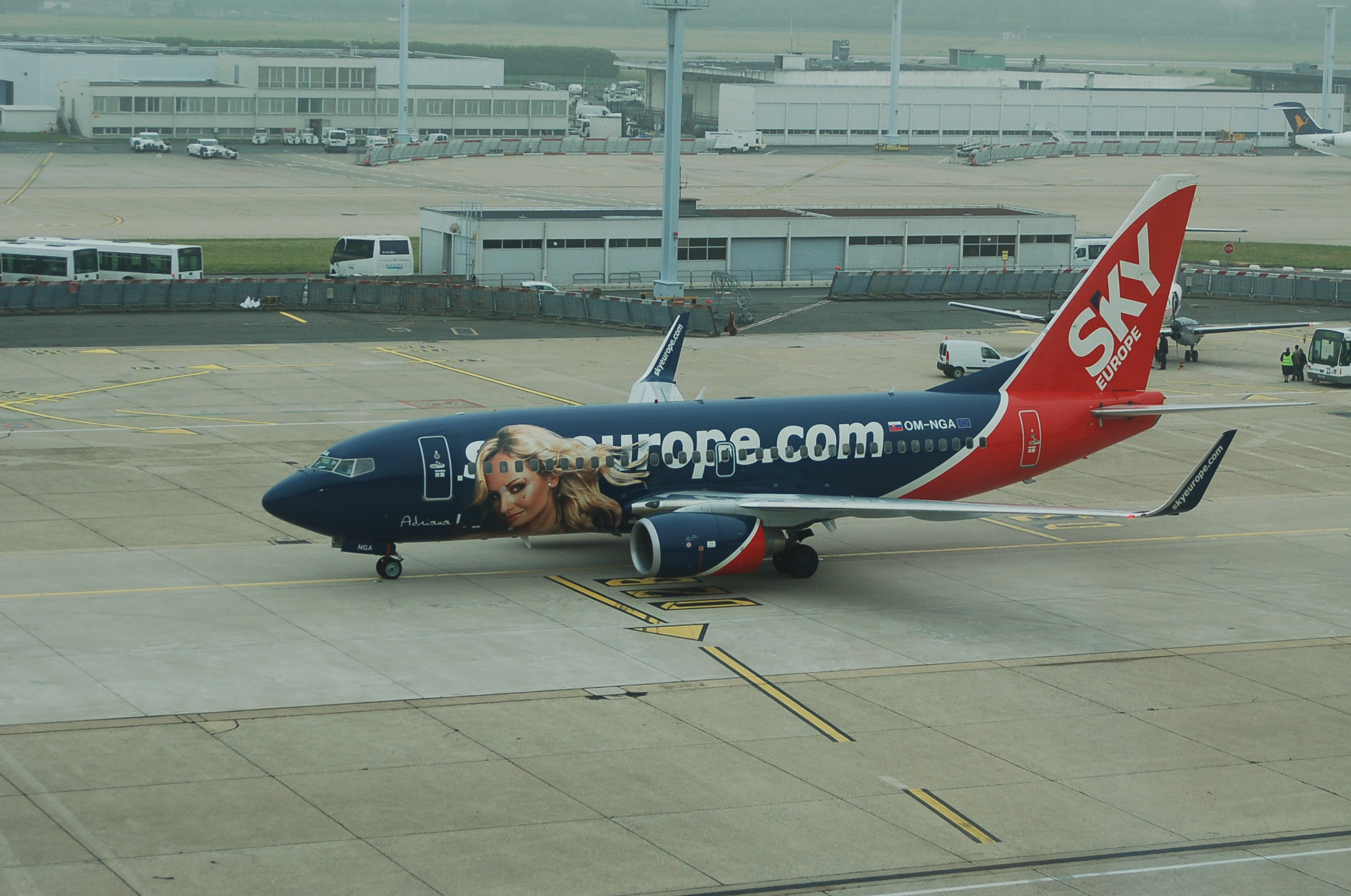
Boeing 737/7 OM-NGA SkyEurope „Adriana“

- 2009 Vienna Fashion Award in der Kategorie Style Icon[16]
- Boeing 737/7 OM-SEA wurde von SkyEurope „Adriana“ genannt